# Anauxesida tanganjicae
Anauxesida tanganjicae là một loài bọ cánh cứng trong họ Cerambycidae.